# Eresos
Eresos (en grec Ερεσός, en llatí Eresus) és el nom d'una ciutat de Lesbos, situada a un turó mirant a la mar a no gaire distància del cap Sígrion (Sigrium). Avui és la capital del municipi de Eresos-Antissa que té població de 5.530 habitants.

## Història
La ciutat fou aliada de Mitilene i altres ciutats de l'illa en la revolta contra Atenes durant la guerra del Peloponès (428 aC), però ben aviat es va haver de rendir al comandant atenenc Pakes. Una altra revolta, el 412 aC, va acabar igualment en la submissió; una tercera revolta va esclatar poc després i la ciutat fou assetjada per la flota atenenca dirigida per Trasibul però va haver d'aixecar el setge per seguir als espartans cap a l'Hel·lespont. El 392 aC Trasibul va perdre molts vaixells en una turmenta prop d'Eresos però va reconquerir la ciutat i altres de l'illa.
Va romandre com a ciutat sense esdeveniments rellevants. Fou lloc de naixement de la poetessa Safo, i de Tírtamos, deixeble d'Aristòtil, qui l'anomenava Teofrastos. Un altre deixeble, Fènies, també fou nascut a la ciutat. El poeta Arquestratos, al seu llibre Gastronomia, lloa la farina d'Eresos.
A les monedes apareix amb el nom grec (Eresion) amb una sola "s" però de vegades apareix escrit el seu nom amb dues "s".